# Московско-Казанский переулок
Моско́вско-Каза́нский переу́лок — улица в Красносельском районе Центрального административного округа города Москвы. Проходит от Леснорядского переулка до Казанского и Рязанского направлений Московской железной дороги.

## Название
Назван по проходящей рядом линии Московско-Казанской железной дороги.

## Описание
Московско-Казанский переулок начинается от Леснорядского переулка перпендикулярно ему и параллельно соседним Гавриковой и Леснорядской улицам и проходит на юго-восток по направлению к железнодорожным линиям Казанского и Рязанского направлений.

## Здания и сооружения
по нечётной стороне:
- Дом 11/15 — Эккаунтинг-Сервис;

по чётной стороне: